# Bakassi
Bakassi è una delle diciotto aree a governo locale (local government areas) in cui è suddiviso lo Stato di Cross River, nella Repubblica Federale della Nigeria. Conta una popolazione di 32.385 abitanti.